# Pauline van der Rest
Pauline van der Rest (Anderlecht, 2 augustus 2004) is een Belgische violiste.
Van der Rest is de dochter van een anesthesist en een ziekenhuisverpleegkundige. Ze is de jongste uit een gezin van zeven kinderen die allemaal muziekinstrumenten bespelen. Zelf begon ze met viool op haar zesde. Ze studeerde aan het Institut supérieur de musique et de pédagogie te Namen en vanaf 2020 aan de Folkwang Universität der Künste in Essen. Ze kreeg les van Igor Tkatchouk, Boris Garlitsky en Janine Jansen, van die laatste aan de Kronberg Academy in de Duitse stad Kronberg im Taunus.
Op haar dertiende won ze de eerste prijs op de internationale vioolwedstrijd van Odessa. In datzelfde jaar 2018 won ze in Brussel de Arthur Grumiaux-wedstrijd. In 2019 won ze de Honda-wedstrijd, een wedstrijd over alle instrumenten heen voor studenten aan een van de acht hogere muziekopleidingen in België. In datzelfde jaar eindigde ze als tweede in haar leeftijdscategorie in de Louis Spohr-wedstrijd. In 2023 haalde ze de halve finale van het Concours musical international in Montréal.
Sinds haar elfde speelt van der Rest op een 18de-eeuwse viool van een anonieme bouwer uit Genua.
Op 12 mei 2024 kwalificeerde ze zich voor de halve finale van de Koningin Elisabethwedstrijd voor viool. Ze kon zich met het Vierde Vioolconcerto van Wolfgang Amadeus Mozart niet plaatsen voor de finale.

## Familie
Van der Rest is afkomstig uit een adellijke, oorspronkelijk Leuvense familie. Haar overgrootvader was de zoon van Maurice van der Rest en werd in 1966 in de Belgische adel verheven met de titel van baron bij eerstgeboorte, kort nadat hij naamswijziging van Vanderrest naar van der Rest had verkregen. Zij is door adellijke afkomst een jonkvrouwe.